# エリック・エルスト
エリック・エルスト（Eric Walter Elst、1936年11月30日 - 2022年1月2日）は、ベルギーの天文学者。ユックルにあるベルギー王立天文台に勤めた。

## 人物
2021年8月現在で発見数3760、共同発見数108と、一個人としての小惑星発見数は世界最高。
発見した小惑星のうち有名なものに、アポロ群のミスラ、彗星・小惑星遷移天体のエルスト・ピサロ彗星や25個以上のトロヤ群の小惑星等がある。
小惑星番号3936の小惑星エルストは、彼にちなんで命名された。